# Challenger de Yokkaichi 2023
El torneo Yokkaichi Challenger 2023 fue un torneo de tenis perteneció al ATP Challenger Tour 2023 en la categoría Challenger 100. Se trató de la 3.ª edición, el torneo tuvo lugar en la ciudad de Yokkaichi (Japón), desde el 27 de noviembre hasta el 3 de diciembre de 2023 sobre pista dura al aire libre.

## Jugadores participantes del cuadro de individuales
| Favorito | País                       | Jugador         | Rank1 | Posición en el torneo |
| -------- | -------------------------- | --------------- | ----- | --------------------- |
| 1        | Bandera de Japón           | Yosuke Watanuki | 98    | Segunda ronda         |
| 2        | Bandera de Austria         | Jurij Rodionov  | 110   | Primera ronda         |
| 3        | Bandera de Estados Unidos  | Michael Mmoh    | 122   | FINAL                 |
| 4        | Bandera de Bélgica         | Zizou Bergs     | 152   | CAMPEÓN               |
| 5        | Bandera de Australia       | Marc Polmans    | 163   | Semifinales           |
| 6        | Bandera de República Checa | Zdeněk Kolář    | 181   | Segunda ronda         |
| 7        | Bandera de Suiza           | Leandro Riedi   | 208   | Primera ronda         |
| 8        | Bandera de China Taipéi    | Hsu Yu-hsiou    | 201   | Primera ronda         |

- 1 Se ha tomado en cuenta el ranking del 20 de noviembre de 2023.

### Otros participantes
Los siguientes jugadores recibieron una invitación (wild card), por lo tanto ingresan directamente al cuadro principal (WC):
- Rio Noguchi
- Rei Sakamoto
- Renta Tokuda

Los siguientes jugadores ingresan al cuadro principal tras disputar el cuadro clasificatorio (Q):
- August Holmgren
- Tatsuma Ito
- Hiroki Moriya
- Nam Ji-sung
- Yusuke Takahashi
- James Trotter

## Campeones

### Individual Masculino
- Zizou Bergs derrotó en la final a  Michael Mmoh, 6–2, 7–6(2)

### Dobles Masculino
- Evan King /  Reese Stalder derrotaron en la final a  Ray Ho /  Calum Puttergill, 7–5, 6–4